# Лемондэй
«Лемондэй» — российская рок-группа.

## Участники
- Юлия Накарякова[1]
- Евгения Иль
- Антон Покровский
- Данила Холодков

## История
Изначально коллектив представлял собой дуэт Юлии Накаряковой и Евгении Иль, но позже к ним присоединился барабанщик Данила Холодков. Свой первый полноценный концерт группа дала в московском клубе China Town в конце 2010 года.
Дебютный альбом «Фаворит» музыканты выпустили в 2013 году. Релиз был поставлен журналом «Афиша» на третье место среди 25 лучших альбомов года, а также занял шестое место из 30 по итогам опроса 70 музыкантов и экспертов. В конце года «Лемондэй» представили песню «Нюхаю».

## Музыкальный стиль
Коллектив сравнивали с проектами «Пёс и группа» и Volosy Ptitz. Музыкальный журналист Александр Горбачёв обозначил стиль «Лемондэя» как «злой и быстрый минималистический рок, вскрывающий мрачную психологическую подоплёку всей этой новой инфантильности».

## Дискография

### Студийные альбомы
- «Фаворит» (2013)
- «Дым» (2016)

### Сборники
- «Лучшие хиты» (2021)

### Мини-альбомы
- «Лемондэй» (2010)
- «Без твоей любви» (2015)

### Синглы
- «Нюхаю» (2013)